# Ascogaster bimaris
Ascogaster bimaris är en stekelart som beskrevs av Vladimir Ivanovich Tobias 1986. Ascogaster bimaris ingår i släktet Ascogaster och familjen bracksteklar. Inga underarter finns listade.